# María García, Veracruz
María García är en ort i Mexiko.   Den ligger i kommunen Atzalan och delstaten Veracruz, i den sydöstra delen av landet, 210 km öster om huvudstaden Mexico City. María García ligger 555 meter över havet och antalet invånare är 246.
Terrängen runt María García är huvudsakligen kuperad, men åt sydväst är den bergig. Terrängen runt María García sluttar norrut. Runt María García är det ganska tätbefolkat, med 100 invånare per kvadratkilometer. Närmaste större samhälle är Martínez de la Torre, 19,7 km norr om María García. I omgivningarna runt María García växer i huvudsak städsegrön lövskog.